# Olios feldmanni
Olios feldmanni är en spindelart som beskrevs av Embrik Strand 1915. Olios feldmanni ingår i släktet Olios och familjen jättekrabbspindlar.
Artens utbredningsområde är Kamerun. Inga underarter finns listade i Catalogue of Life.